# Lliga espanyola de bàsquet femenina 1980-1981
La Lliga espanyola de bàsquet femenina 1980-81 fou la divuitena edició de la competició. Se celebrà des del 18 d'octubre de 1981 fins al maig de 1982 i fou organitzada per la Federació Espanyola de Basquetbol. Hi participaren onze equips, amb la participació de dos equips del Principat, el Picadero Comansi i La Casera Catalunya.
Es proclamà campió el Picadero Comansi, que aconseguí el seu cinquè títol de lliga. La jugadora del Celta Citröen, Marisol Paíno, fou la màxima anotadora de la competició amb 29,6 punts per partit.

## Clubs participants
- Club Banesto
- Canoe NC
- La Casera Catalunya
- Celta Citroën
- CD Complutense
- CD Donosti
- GE Iberia
- Picadero Comansi
- Tenerife Cristal
- Universitario Valladolid
- Universitario Viña Tito

## Sistema de classificació
La competició se celebrà durant els caps de setmana de la temporada 1980-1981 i es disputà en format de lliga regular a doble volta, un partit com a local i l'altre com a visitant, amb un total de vint jornades. La classificació final s'establí d'acord amb els punts totals obtinguts per cada participant en finalitzar el campionat. Els equips obtingueren dos punts per cada victòria, un punt per cada empat i cap punt per cada derrota.
El primer classificat fou declarat campió de Lliga i tingué dret a participar en la Copa d'Europa de la temporada següent.

## Taula de resultats
| Casa \ Fora              | BAN    | CAN    | CAS   | CEL    | COM   | DON    | IBE   | PIC   | TEN   | UNI    | UVT    |
| ------------------------ | ------ | ------ | ----- | ------ | ----- | ------ | ----- | ----- | ----- | ------ | ------ |
| Club Banesto             | —      | 67–89  | 78–67 | 63–83  | 71–74 | 73–73  | 75–88 | 42–86 | 62–59 | 65–44  | 77–47  |
| Canoe NC                 | 70–46  | —      | 76–61 | 62–67  | 86–62 | 68–66  | 91–67 | 61–68 | 59–55 | 86–35  | 76–27  |
| La Casera Catalunya      | 94–72  | 58–57  | —     | 53–75  | 66–63 | Susp.  | 71–62 | 65–73 | 59–39 | 58–41  | 86–37  |
| Celta Citroën            | 96–84  | 68–63  | 54–40 | —      | 71–57 | 101–57 | 89–66 | 77–56 | 90–46 | 86–32  | 81–38  |
| CD Complutense           | 73–44  | 77–73  | 65–59 | 70–64  | —     | 74–69  | 56–74 | 70–80 | 83–64 | 81–48  | 100–45 |
| CD Donosti               | 115–77 | 74–81  | 89–80 | 62–58  | 73–69 | —      | 71–65 | 53–56 | 86–74 | 84–62  | 76–52  |
| GE Iberia                | 103–91 | 67–84  | 71–64 | 99–111 | 75–73 | 85–83  | —     | 72–81 | 91–64 | 82–56  | 79–45  |
| Picadero Comansi         | 91–51  | 75–50  | 86–47 | 70–60  | 97–68 | 97–52  | 72–55 | —     | 89–54 | 105–49 | 52–38  |
| Tenerife Cristal         | 69–68  | 38–82  | 55–57 | 56–101 | 61–57 | 51–68  | 61–60 | 39–89 | —     | 54–53  | 74–56  |
| Universitario Valladolid | 75–87  | 56–74  | 63–59 | 44–72  | 48–71 | 75–66  | 48–55 | 39–63 | 48–42 | —      | 58–44  |
| Universitario Viña Tito  | 64–66  | 62–129 | 40–77 | 64–111 | 45–66 | 67–82  | 59–75 | 58–90 | 55–53 | 67–49  | —      |

## Classificació final
El Picadero Comansi i el Celta Citroën mantingueren la igualtat durant tota la temporada regular. El títol de lliga es decidí a la darrera jornada de la competició amb l'enfrontament directe entre els dos equips, amb lleuger avantatge de l'equip barceloní, ja que el club gallec necessitava la victòria. El partit definitiu se celebrà el 28 de març de 1981 al Palau Blaugrana i es proclamà campió el Picadero Comansi, que guanyà per 70 a 60, destacant l'actuació de Rosa Castillo, amb 32 punts, i de Carme Fraile, amb 26. El club barceloní aconseguí el seu cinquè títol de lliga, reeditant el campionat de la temporada anterior.

També es classificà per a disputar la Copa d'Europa de la temporada següent, mentre que el CD Donosti competí a la Copa Ronchetti, per les renúncies dels altres equips. Baixà a Segona divisió el Universitario Viña Tito, mentre que l'Hispano Francés i el CIBES Peter Pan aconseguiren l'ascens a la Primera Divisió.
| Pos | Equip                    | PJ | PG | PE | PP | PF   | PC   | DP   | Pts | Classificació o descens           |
| --- | ------------------------ | -- | -- | -- | -- | ---- | ---- | ---- | --- | --------------------------------- |
| 1   | Picadero Comansi         | 20 | 19 | 0  | 1  | 1576 | 1100 | +476 | 38  | Classificat per la Copa d'Europa  |
| 2   | Celta Citroën            | 20 | 17 | 0  | 3  | 1618 | 1160 | +458 | 34  |                                   |
| 3   | Canoe NC                 | 20 | 14 | 0  | 6  | 1517 | 1196 | +321 | 28  |                                   |
| 4   | CD Donosti               | 20 | 11 | 1  | 8  | 1400 | 1367 | +33  | 23  | Classificat per la Copa Ronchetti |
| 5   | GE Iberia                | 20 | 11 | 0  | 9  | 1491 | 1435 | +56  | 22  |                                   |
| 6   | CD Complutense           | 20 | 11 | 0  | 9  | 1409 | 1313 | +96  | 22  |                                   |
| 7   | La Casera Cataluña       | 20 | 9  | 0  | 11 | 1221 | 1196 | +25  | 18  |                                   |
| 8   | Club Banesto             | 20 | 6  | 1  | 13 | 1339 | 1560 | −221 | 13  |                                   |
| 9   | Tenerife Krystal         | 20 | 5  | 0  | 15 | 1110 | 1406 | −296 | 10  |                                   |
| 10  | Universitario Valladolid | 20 | 4  | 0  | 16 | 1023 | 1399 | −376 | 8   |                                   |
| 11  | Universitario Viña Tito  | 20 | 2  | 0  | 18 | 986  | 1557 | −571 | 4   | Descendeix a Segona Divisió       |

| Campió de la Lliga espanyola de bàsquet 1980-81 |
| ----------------------------------------------- |
| Picadero Comansi Cinquè títol                   |

## Estadístiques
| Màxima anotadora | Màxima anotadora | Màxima anotadora | Màxima anotadora | Màxima anotadora | Màxima anotadora |
| Pos,             | Jugadora         | Club             | PT               | PPP              | PJ               |
| ---------------- | ---------------- | ---------------- | ---------------- | ---------------- | ---------------- |
| 1                | Marisol Paíno    | Celta Citröen    | 593              | 29,6             | 20               |
| 2                | Roser Llop       | La Casera        | 430              | 22,6             | 19               |
| 3                | Rosa Castillo    | Picadero Comansi | 430              | 21,5             | 20               |
| 4                | Rocío Jiménez    | GD Iberia        | 419              | 20,9             | 20               |
| 5                | Anna Junyer      | La Casera        | 403              | 21,2             | 19               |
| 6                | Elvira Gras      | Canoe NC         | 403              | 20,1             | 20               |
| 7                | Nieves Zuñiga    | CD Donosti       | 381              | 20,0             | 19               |
| 8                | Pilar Marín      | GD Iberia        | 342              | 17,1             | 20               |
| 9                | Soledad Granados | Celta Citröen    | 327              | 16,7             | 20               |
| 10               | Luisa Luengo     | Universitario    | 312              | 15,6             | 20               |